# 顾鸿达
顾鸿达（1941年12月23日—），男，江苏昆山人，中国中学数学特级教师、奥林匹克竞赛高级教练。曾任上海市黄浦区教育学院院长、上海市中学生业余数学学校校长。

## 生平
1959年毕业于上海市培进中学。1961年毕业于上海师范学院数学专科。曾任上海市储能中学副校长，黄浦区教育学院、教师进修学院院长，上海市数学会中学教育委员会主任，上海市数学会副理事长、中国数学会理事，上海市中小学数学数字化研究中心主任，上海市基础教育课程改革专家工作委员会委员等职。